# 廖公庄站
廖公庄站是一个位于中国北京市海淀区四季青地区田村路、巨山路交叉口，属于北京地铁6号线的地铁车站，2018年12月30日随6号线西延开通而投入使用。

## 位置
廖公庄站位于西四环外，田村路（东西向）和巨山路（南北向）交汇处，呈东西走向布置。

## 结构

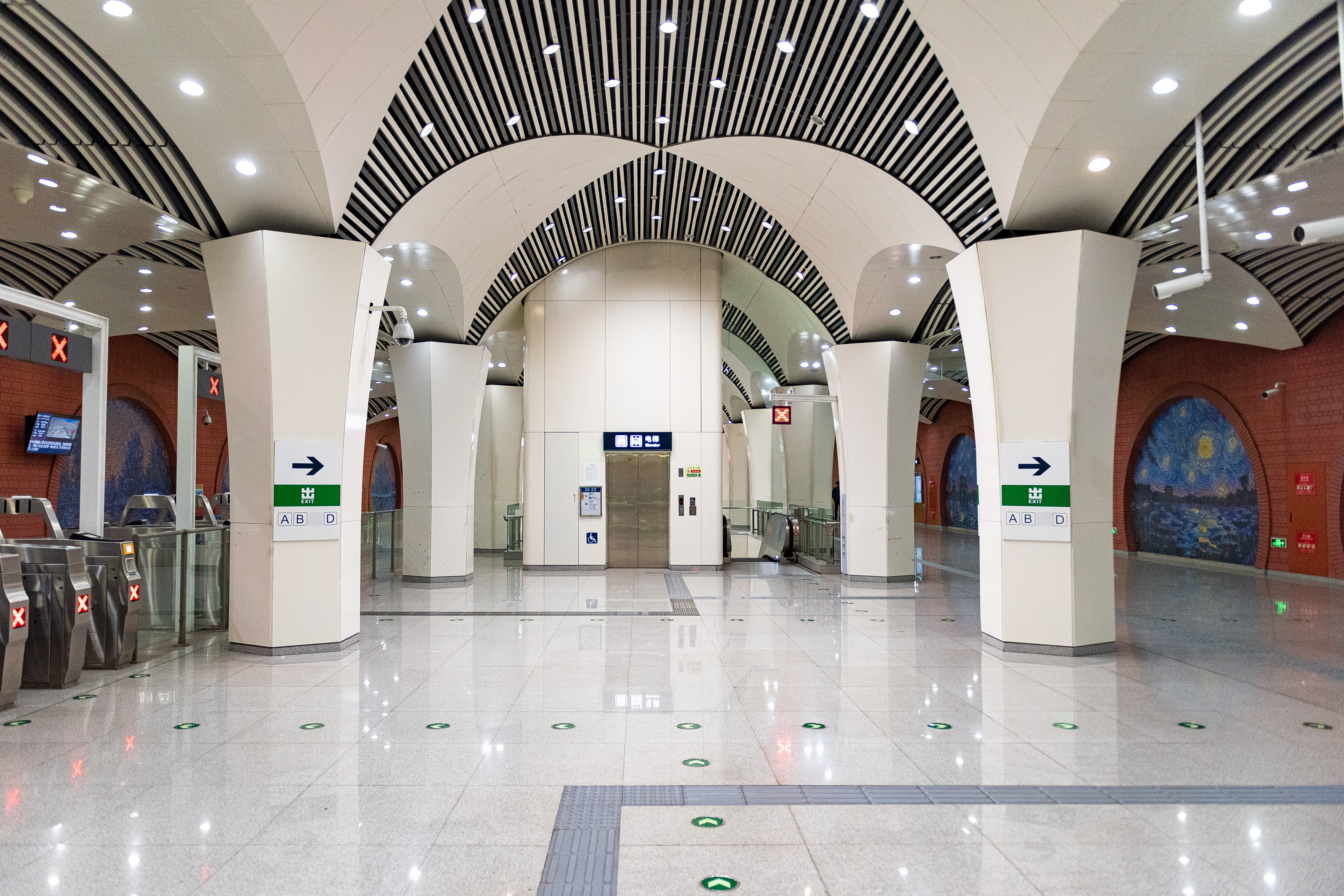
站厅，两侧装饰有《荷塘月色》公共艺术

廖公庄站为地下两层车站，采用PBA法暗挖施工，主体为两柱三跨结构，总建筑面积17576平方米。车站结构覆土7-10米，底板埋深约23米。采用岛式站台设计，站台宽14米。
| 地面层          | 街道                  | A-D出入口                        |
| 地下一层 站厅层 | 站厅                  | 客务中心、自动售票机、进出站闸机 |
| 地下二层 站台层 |                       | █ 6号线往金安桥（西黄村）        |
| 地下二层 站台层 | 岛式站台，左側開门    |                                  |
| 地下二层 站台层 | █ 6号线往潞城（田村） |                                  |

车站设有3个出入口。

## 出入口
|                       |        |                  |      |            |  |
| 编号                  | 指示   | 建议前往的目的地 | 图片 | 无障碍设施 |  |
| 出口 · A              | 巨山路 |                  |      | 不適用     |  |
| 出口 · B              | 田村路 |                  |      | 不適用     |  |
| 出口 · D · 升降机标志 | 田村路 |                  |      |            |  |
| 註： 設有             |        |                  |      |            |  |